# Sarah Island
Sarah Island är en ö i Kanada.   Den ligger i Regional District of Kitimat-Stikine och provinsen British Columbia, i den sydvästra delen av landet, 3 800 km väster om huvudstaden Ottawa. Arean är 94 kvadratkilometer.
Terrängen på Sarah Island är kuperad. Öns högsta punkt är 865 meter över havet. Den sträcker sig 26,9 kilometer i nord-sydlig riktning, och 6,8 kilometer i öst-västlig riktning.
I omgivningarna runt Sarah Island växer i huvudsak barrskog.